# Zalecinino
Zalecinino – dawny futor. Tereny, na których leżał, znajdują się obecnie na Białorusi, w obwodzie witebskim, w rejonie głębockim, w sielsowiecie Urzecze.

## Historia
W czasach zaborów w gminie Zalesie, w powiecie dzisieńskim, w guberni wileńskiej Imperium Rosyjskiego
W latach 1921–1945 wieś a następnie futor leżał w Polsce, w województwie wileńskim, w powiecie dziśnieńskim, w gminie Zalesie.
Według Powszechnego Spisu Ludności z 1921 roku zamieszkiwało tu 46 osób, 7 było wyznania rzymskokatolickiego a 39 prawosławnego. Jednocześnie 44 mieszkańców zadeklarowało polską a 2 białoruską przynależność narodową. Było tu 9 budynków mieszkalnych. W 1931 w 9 domach zamieszkiwały 54 osoby.
Wierni należeli do parafii rzymskokatolickiej w Udziale i parafii prawosławnej w Zalesiu. Miejscowość podlegała pod Sąd Grodzki w Łużkach i Okręgowy w Wilnie; właściwy urząd pocztowy mieścił się w Zalesiu.